# 皮德加季
49°49′36″N 23°10′21″E / 49.82667°N 23.17250°E
皮德加季（烏克蘭語：Підгать），是烏克蘭西部的村莊，隸屬利維夫州的亞沃里夫區。該村始建於1940年，面積0.94平方公里，海拔高度199米，2001年人口588，人口密度每平方公里624.2人。